# Exine

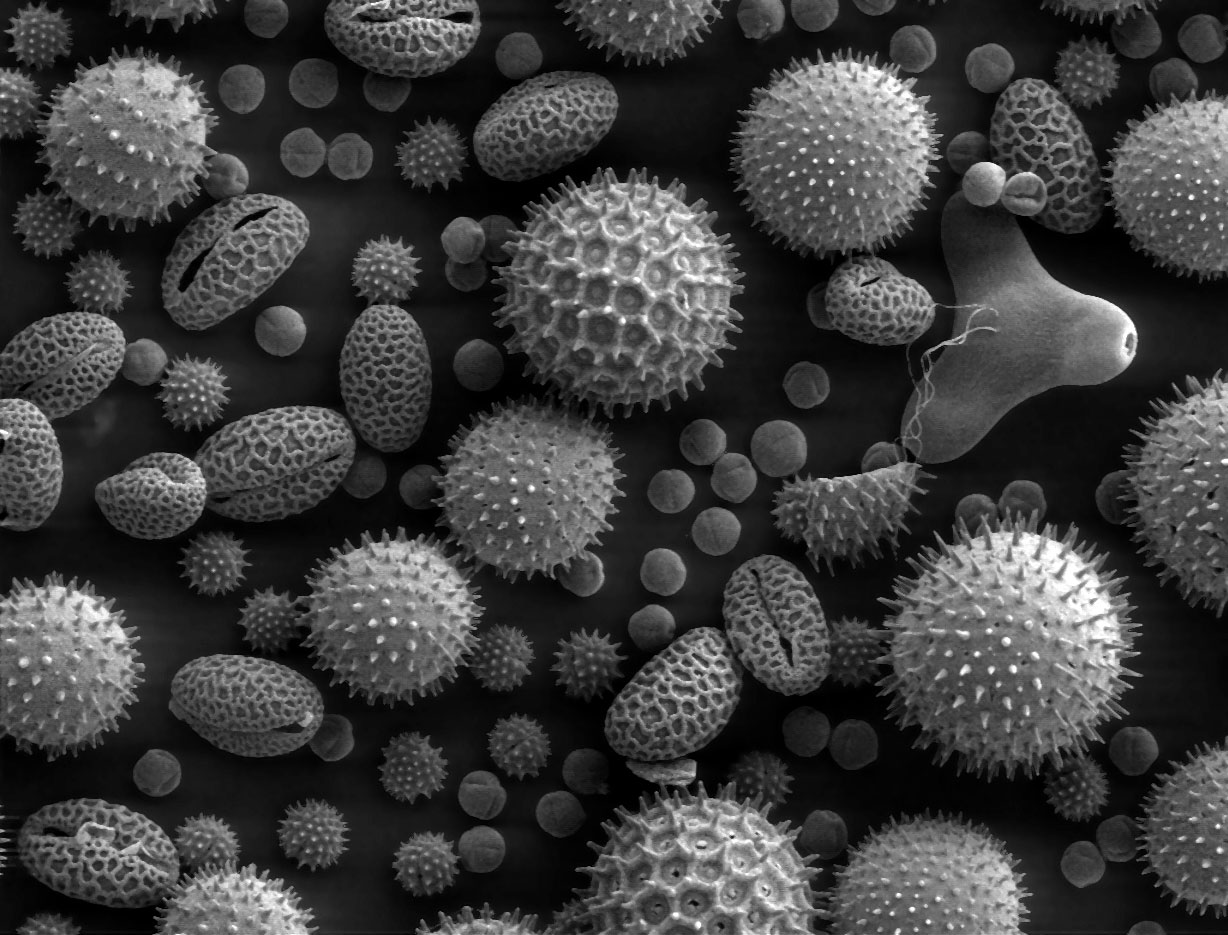
Le polymorphisme pollinique affecte la structure de l'exine ou les apertures.

L’exine est la paroi externe du grain de pollen. Ce dernier présente une double enveloppe : la couche interne (intine) est mince et surtout cellulosique, tandis que la couche externe, plus épaisse, est constituée de sporopollénine et de glycoprotéines. L'exine elle-même est double, constituée d’extexine (ou ectexine) à l'extérieur et d’endexine sur sa face interne. 
L'exine peut être lisse ou ornementée, nue ou recouverte d'un enduit gras ou mucilagineux. Elle possède des apertures (zones d'amincissement, en forme de pore ou sillon germinatif) qui permettent la germination du grain, c'est-à-dire la sortie du tube pollinique. Ce polymorphisme pollinique est lié au polymorphisme floral et aux modes de pollinisation.

## Exine et pollinisation

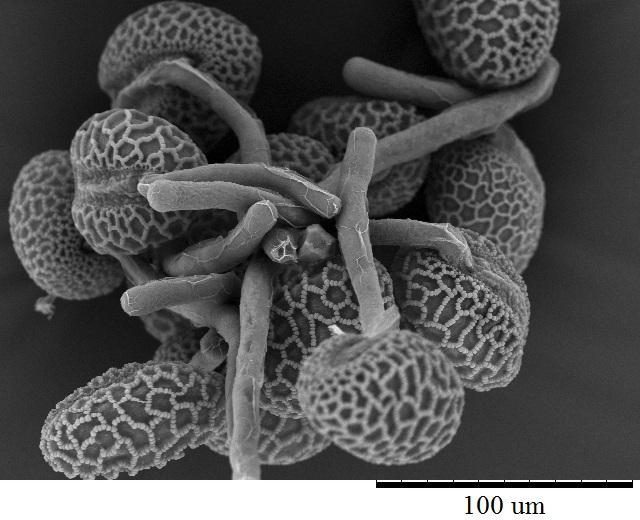
Tubes polliniques perçant l'exine de grains de pollen de lys au niveau d'une de leurs apertures.

L'exine lisse et nue est plutôt associée à la pollinisation anémophile. Les animaux qui visitent les fleurs (pollinisation entomophile, ornithophile…) sont saupoudrés de grains de pollen qui s'accrochent ou se collent à leurs poils et à leurs plumes. Cette fixation est assurée grâce aux ornementation de l'exine ou à l'enduit visqueux qui la recouvre. Des ornementations spécifiques sont parfois liées à un pollinisateur spécialisé.

## Exine et palynologie
Les ornementations superficielles microscopiques des exines offrent de riches informations aux chercheurs en palynologie et paléopalynologie. La taille et la forme du grain de pollen ou de la spore, le nombre et la forme des apertures, l'ornementation de la surface de l'exine, la structure de la paroi, varient largement selon les groupes systématiques de plantes et leur observation permet l'identification du pollen ou des spores au niveau de la famille, du genre et, souvent, de l'espèce végétale.

## Exine et allergies
Une fragilisation ou modification biochimique de l'exine par certains polluants ou à la suite d'un stress de la plante alors qu'elle produisait son pollen pourrait augmenter le caractère allergène de nombreux pollens urbains.